# العلاقات الروسية الميانمارية
العلاقات الروسية الميانمارية هي العلاقات الثنائية التي تجمع بين روسيا وميانمار.

## مقارنة بين البلدين
هذه مقارنة عامة ومرجعية للدولتين:
| وجه المقارنة                                              | روسيا                                   | ميانمار          |
| --------------------------------------------------------- | --------------------------------------- | ---------------- |
| المساحة (كم2)                                             | 17.08 مليون                             | 676.58 ألف       |
| عدد السكان (نسمة)                                         | 146.80 مليون                            | 53.37 مليون      |
| الكثافة السكانية (ن./كم²)                                 | 8.59                                    | 78.88            |
| العاصمة                                                   | موسكو                                   | نايبيداو، يانغون |
| اللغة الرسمية                                             | اللغة الروسية                           | اللغة البورمية   |
| العملة                                                    | روبل روسي                               | كيات ميانماري    |
| الناتج المحلي الإجمالي (بليون دولار)                      | 1.58 تريليون                            | 69.32 مليار      |
| الناتج المحلي الإجمالي (تعادل القوة الشرائية) بليون دولار | 3.69 تريليون                            | 282.95 مليار     |
| الناتج المحلي الإجمالي الاسمي للفرد دولار أمريكي          | 9.09 ألف                                | 1.16 ألف         |
| الناتج المحلي الإجمالي للفرد دولار أمريكي                 |                                         |                  |
| مؤشر التنمية البشرية                                      | 0.798                                   | 0.536            |
| رمز المكالمات الدولي                                      | +7                                      | +95              |
| رمز الإنترنت                                              | .ru، .рф، .рус ‏، .su                    | .mm              |
| المنطقة الزمنية                                           | Magadan Time ‏، ت ع م+02:00، ت ع م+12:00 | ت ع م+06:30      |

## منظمات دولية مشتركة
يشترك البلدان في عضوية مجموعة من المنظمات الدولية، منها:
| علم المنظمة | اسم المنظمة                        | تاريخ انضمام روسيا | تاريخ انضمام ميانمار |
| ----------- | ---------------------------------- | ------------------ | -------------------- |
|             | مؤسسة التنمية الدولية              | 16 يونيو 1992      | 5 نوفمبر 1962        |
|             | المنظمة الهيدروغرافية الدولية      | ?                  | ?                    |
|             | مؤسسة التمويل الدولية              | 12 أبريل 1993      | 3 ديسمبر 1956        |
|             | منظمة حظر الأسلحة الكيميائية       | ?                  | ?                    |
|             | يونسكو                             | 21 أبريل 1954      | 27 يونيو 1949        |
|             | الأمم المتحدة                      | 24 أكتوبر 1945     | 19 أبريل 1948        |
|             | الاتحاد الدولي للاتصالات           | 1866               | 15 سبتمبر 1937       |
|             | منظمة الشرطة الجنائية الدولية      | 27 سبتمبر 1990     | ?                    |
|             | البنك الدولي للإنشاء والتعمير      | 16 يونيو 1992      | 3 يناير 1952         |
|             | الاتحاد البريدي العالمي            | ?                  | ?                    |
|             | وكالة ضمان الاستثمار متعدد الأطراف | 29 ديسمبر 1992     | 16 ديسمبر 2013       |
|             | منظمة التجارة العالمية             | 22 أغسطس 2012      | ?                    |
|             | منتدى آسيان الإقليمي ‏              | ?                  | ?                    |

## وصلات خارجية
- موقع وزارة الخارجية الروسية
- موقع وزارة الخارجية الميانمارية